# Parinda
Parinda (hindi:परिन्दा ) è un film indiano del 1989 diretto, scritto e prodotto da Vidhu Vinod Chopra. Parinda, letteralmente "L'uccello", tratta in maniera realistica la vita e la criminalità nella città di Bombay. Il film vede protagonisti Jackie Shroff, Anil Kapoor, Nana Patekar e Madhuri Dixit. Il film ha vinto due National Film Award e cinque Filmfare Awards, ed è stato il candidato ufficiale dell'India per l'Oscar al miglior film straniero nel 1990.